# Nossa Senhora de Soufanieh
Nossa Senhora de Soufanieh refere-se às aparições marianas que ocorreram em Soufanieh, um subúrbio de Damasco, na Síria, entre os anos 1982 e 2017. As visões foram seguidas de outros eventos místicos, como miroblitismo de um ícone da Virgem Maria, êxtases e estigmas, vivenciados por Myrna Nazzour, uma leiga católica melquita.

## História

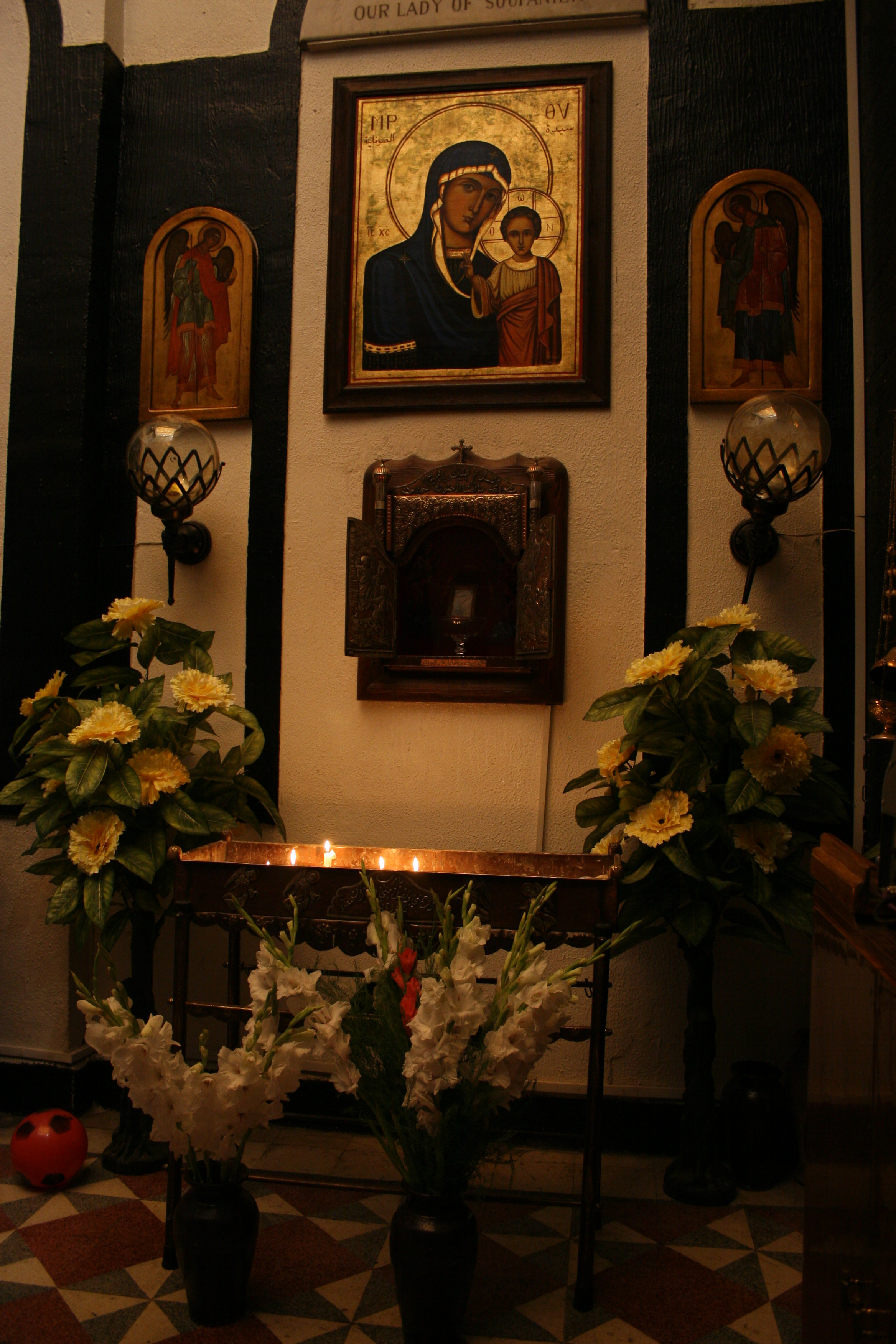
Casa das aparições de Nossa Senhora de Soufanieh em Damasco, Síria

As primeiras aparições ocorreram em dezembro de 1982 e janeiro, fevereiro e março de 1983. Os observadores acompanharam o fluxo de óleo de uma imagem da Virgem Maria (descrita como milagrosa), bem como o vazamento de óleo do rosto e das mãos de Myrna Nazzour.
O repórter Brigid Keenan escreveu que o óleo ostensivamente produzido por Nazzour foi analisado como "100% de azeite" e que centenas de pessoas, incluindo alguns médicos e psiquiatras, testemunharam as secreções de Nazzour e não encontraram evidências de truques. Segundo seus relatos, Nazzour desenvolveu feridas de estigma na "testa, mãos, pés e laterais", e a Virgem apareceu para ela fora de sua própria casa. Nazzour disse que a Virgem disse a ela que "os cristãos devem orar pela paz, amar uns aos outros e orar pela unidade das igrejas cristãs".
Em 1999, foi inaugurado no Vaticano o "Centro Nossa Senhora de Soufanieh".
O último evento relacionado a aparição se deu no Sábado de Aleluia em 2017, onde ocorreu exalação de óleo a partir do ícone de Nossa Senhora.